# FGM-172 SRAW
FGM-172 SRAW (znany też jako Predator SRAW) – lekka amerykańska ręczna wyrzutnia przeciwpancernych pocisków kierowanych, produkowana w zakładach Lockheed Martin, stanowiąca uzupełnienie dla cięższej wyrzutni FGM-148 Javelin. SRAW ma zastąpić produkowane w Szwecji granatniki AT-4.
Skuteczne użycie polega na wycelowaniu i namierzeniu celu, oddanie wystrzału i przytrzymaniu celownika na celu. Pocisk podążał będzie za celownikiem